# Казачемысский сельсовет
Казачемысский сельсовет — сельское поселение в Татарском районе Новосибирской области Российской Федерации.
Административный центр — село Казачий Мыс.

## История
Статус и границы сельского поселения установлены Законом Новосибирской области от 2 июня 2004 года № 200-ОЗ «О статусе и границах муниципальных образований Новосибирской области»

## Население
| 2002 | 2010 | 2012 | 2013 | 2014 | 2015 | 2016 |
| ---- | ---- | ---- | ---- | ---- | ---- | ---- |
| 816  | ↘688 | ↗692 | ↘657 | ↘651 | ↗659 | ↘657 |
| 2017 | 2018 | 2019 | 2020 | 2021 |      |      |
| ↘654 | ↘645 | ↘629 | ↘622 | ↘610 |      |      |

## Состав сельского поселения
| № | Населённый пункт | Тип населённого пункта       | Население |
| - | ---------------- | ---------------------------- | --------- |
| 1 | Казачий Мыс      | село, административный центр | ↘610      |